# Peromyscus polionotus
Pour les articles homonymes, voir souris et souris (homonymie).
Espèce
Statut de conservation UICN

 LC  : Préoccupation mineure
Peromyscus polionotus, la Souris de plage, Souris des dunes ou Souris des sables, est une espèce de rongeurs de la famille des Cricétidés.

## Répartition et habitat
Elle occupe le sud-est des États-Unis. Du côté des plages, elle est de couleurs claire et à l'intérieur des terres, elle est de couleur foncée.

## Liste des sous-espèces
Selon NCBI (5 mai 2010) :
- sous-espèce Peromyscus polionotus allophrys
- sous-espèce Peromyscus polionotus ammobates
- sous-espèce Peromyscus polionotus leucocephalus
- sous-espèce Peromyscus polionotus niveiventris
- sous-espèce Peromyscus polionotus peninsularis
- sous-espèce Peromyscus polionotus phasma
- sous-espèce Peromyscus polionotus polionotus
- sous-espèce Peromyscus polionotus rhoadsi
- sous-espèce Peromyscus polionotus subgriseus
- sous-espèce Peromyscus polionotus sumneri
- sous-espèce Peromyscus polionotus trissyllepsis